# 彼得·乌茨施奈德
彼得·乌茨施奈德（德語：Peter Utzschneider，1946年3月6日—），德国男子雪车运动员。他曾代表西德参加1968年、1972年和1976年冬季奥林匹克运动会雪车比赛，获得一枚金牌和二枚铜牌。